# Ponad Ogród Turnia
Ponad Ogród Turnia (słow. Kvetnicová veža, niem. Blumengartenturm, węg. Virágoskerttorony) – turnia o wysokości 2433 m n.p.m. w słowackich Tatrach Wysokich, górująca nad Gerlachowskim Kotłem i Doliną Wielicką, w grani bocznej odchodzącej od Małego Gerlacha na południowy wschód. Od Ponad Kocioł Turni oddzielają ją Skrajna Ponad Próbę Szczerbina, trzy Ponad Próbę Turnie i Przełączka nad Kotłem, a od Ponad Staw Turni – Ponad Staw Przełączka.
W grani opadającej z Ponad Ogród Turni na Ponad Staw Przełączkę znajduje się kilka drobniejszych obiektów:
- Wyżnia Ponad Ogród Przełączka,
- Wyżnia Ponad Ogród Kopka (ok. 2340 m),
- Niżnia Ponad Ogród Przełączka,
- Niżnia Ponad Ogród Kopka (2289 m).

Wierzchołek Ponad Ogród Turni jest bardzo mały, mogą na nim usiąść zaledwie dwie osoby jednocześnie. Nie prowadzą na niego żadne znakowane szlaki turystyczne, jest dostępny jedynie dla taterników.

## Nazewnictwo
Nazewnictwo Ponad Ogród Turni pochodzi od Wielickiego Ogrodu znajdującego się w środkowych partiach Doliny Wielickiej, ponad którym góruje. Forma nazwy pochodzi z gwary podhalańskiej, powstały od niej później nazwy sąsiednich obiektów.

## Historia
Pierwsze wejścia na Ponad Ogród Turnię:
- Tytus Chałubiński, Kleczyński, Władysław Markiewicz, Wojciech Roszek, Józef Stolarczyk, W. Urbanowicz, Wojciech Gąsienica Kościelny, Wojciech Roj, Wojciech Ślimak, Szymon Tatar senior i przewodnik z Poronina, 10 września 1874 r. – letnie,
- W. Zimann i towarzysz, 17 kwietnia 1927 r. – zimowe.